# AtlasGlobal
AtlasGlobal – turecka linia lotnicza z siedzibą w Stambule. Do marca 2015 funkcjonująca pod nazwą Atlasjet. Obsługiwała połączenia krajowe oraz czartery do Europy. Głównym węzłem był port lotniczy Stambuł-Atatürk, a od 2019 nowy port lotniczy Stambuł.
W lutym 2020 linia ogłosiła bankructwo i zaprzestała działalności. W tym czasie posiadała 2 samoloty i obsługiwała 18 tras.

## Flota
Przewoźnik w chwili zaprzestania działalności posiadał flotę składającą się z 2 samolotów Airbus A321-200.